# Microlepidogaster bourguyi
Microlepidogaster bourguyi är en fiskart som beskrevs av Miranda Ribeiro, 1911. Microlepidogaster bourguyi ingår i släktet Microlepidogaster och familjen Loricariidae. Inga underarter finns listade i Catalogue of Life.